# Ste-Croix (Arles)

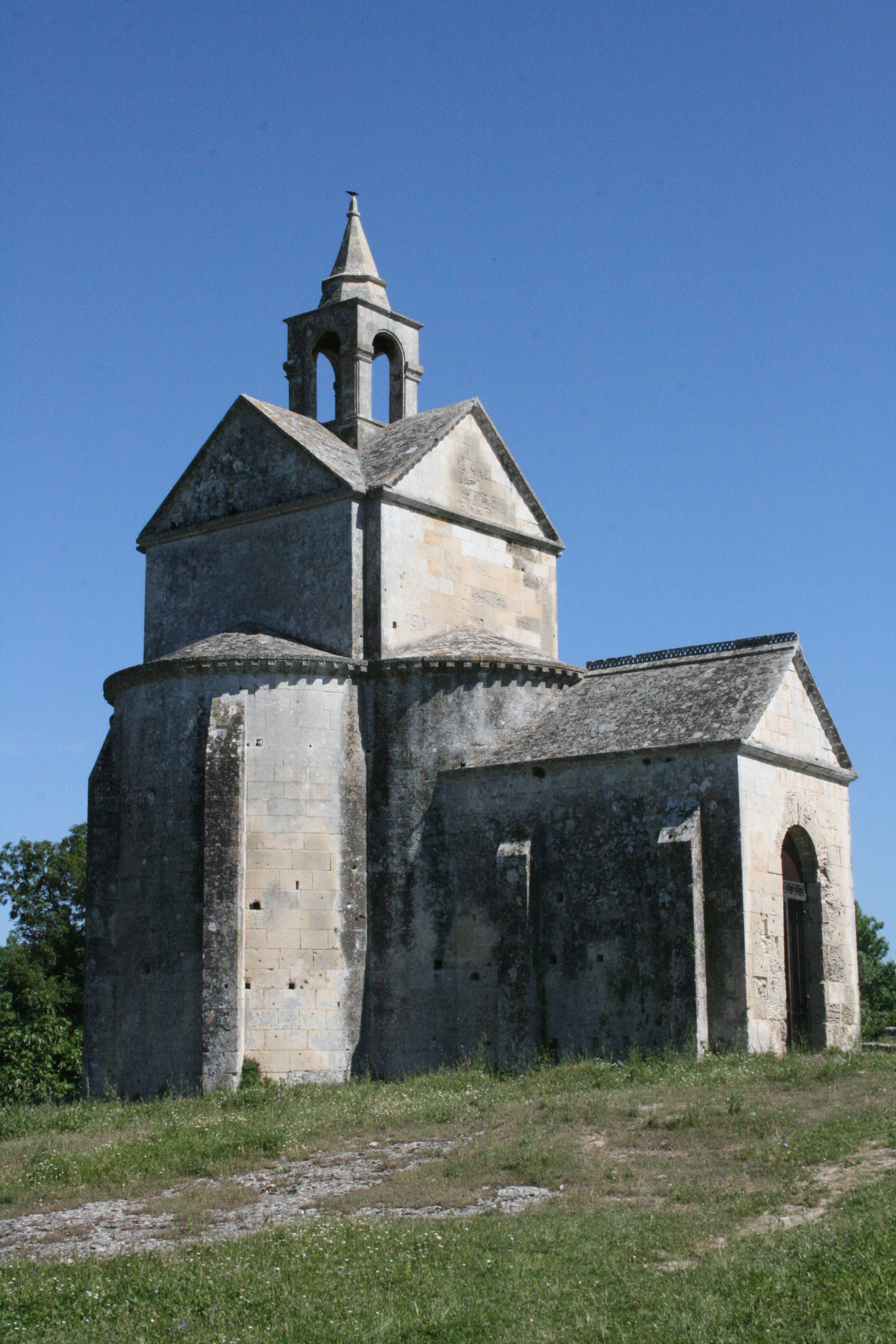
Kapelle St. Croix nahe Arles

Die Kapelle Sainte-Croix (dt. Heiligkreuzkapelle) befindet sich etwa 300 Meter östlich der Benediktinerabtei Montmajour im französischen Département Bouches-du-Rhône in der Nähe der Stadt Arles. Die Kapelle wurde bereits 1840 als Monument historique klassifiziert.
Zahlreiche in den gewachsenen Fels gehauene Grabnischen im Bereich um die Kapelle zeugen noch heute von der ehemaligen Nutzung als Friedhofskapelle.
Die Ausführung der im 12. Jahrhundert erbauten Kapelle als Tetrakonchos, einem Raum mit quadratischem Grundriss und je einer Konche pro Seite, ist eine im Mittelalter wenig verbreitete Bauweise und macht die Kapelle zu einer beachtenswerten Besonderheit. Nach Westen ist eine offene Eingangshalle vorgebaut.
Einziger Schmuck des nur durch einfache Strebepfeiler gegliederten Außenbaus sind die mit floralen Motiven ausgeführten Konsolen unter den Dachgesimsen.